# 蘇霍布濟姆斯科耶區

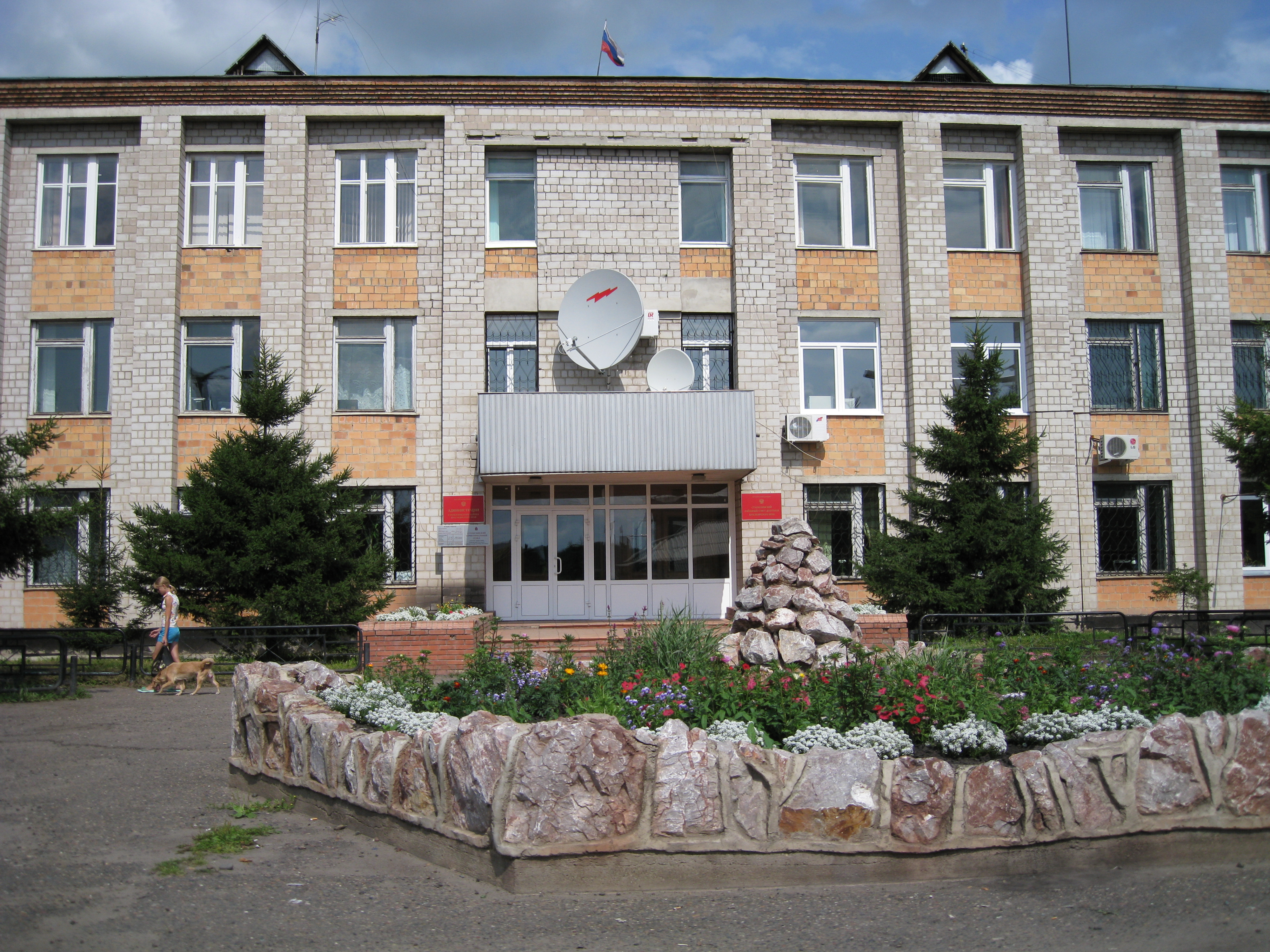

56°30′N 93°17′E / 56.500°N 93.283°E
蘇霍布濟姆斯科耶區（俄语：Сухобузимский район），是俄羅斯的一個區，位於該國中部，由克拉斯諾亞爾斯克邊疆區負責管轄，始建於1924年4月4日，面積5,612平方公里，2010年人口20,537，人口密度每平方公里3.66人。